# Janet Holmes
Janet Holmes é uma linguista neozelandesa conhecida por suas pesquisas sobre a relação entre linguagem, gênero e local de trabalho. Seu trabalho faz uso de métodos quantitativos e qualitativos, analisando aspectos como estratégias de polidez, humor, linguagem sexista, marcadores discursivos, desculpas e discordâncias, assim como a maneira como pessoas de diferentes gêneros negociam poder.